# 김예원 (1987년)
김예원(1987년 12월 11일 ~ )은 대한민국의 배우이다. 2011년부터 김예원이라는 예명을 쓰고 있고, 그 전엔 김신아라는 예명으로 활동했다.

## 학력
- 정자초등학교 (졸업)
- 대평중학교 (졸업)
- 동우여자고등학교 (졸업)
- 중앙대학교 연극영화학과

## 배우 활동
2008년 영화 가루지기로 데뷔한 김예원은 이후 영화 써니(2011)에서 통통 튀고 개성 강한 캐릭터로 강한 인상을 남겼다.
이후 드라마 질투의 화신(2016) 수상한 파트너(2017) 변혁의 사랑(2017) 리치맨(2018) 등 다양한 드라마와
다양한 캐릭터로 연기력을 입증하였다. 최근에는 드라마, 영화, 뮤지컬을 넘어 라디오 DJ까지 여러 가지 분야에서 팔색조 매력으로 큰 사랑을 받고 있다.

## 출연 작품

### 영화
- 2008년 영화 《가루지기》 ... 달갱 역
- 2011년 영화 《써니》 ... 소녀시대 리더 역
- 2012년 영화 《무서운 이야기》 ... 간호사 역
- 2013년 영화 《무서운 이야기 2》 ... (특별출연) 역
- 2013년 영화 《탈출》 ... 고병신 여친 역 (우정출연)
- 2014년 영화 《하이힐》 ... 정유리 역
- 2016년 영화 《국가대표 2》 ... 김가연 역
- 2018년 영화 《도어락》 ... 오효주 역
- 2023년 영화 《스마트폰을 떨어뜨렸을 뿐인데》 ... 정은주 역
- 2023년 영화 《치악산》 ... 현지 역
- 2025년 영화 《바이러스》 … 옥지선 역

### 드라마
- 2009년 KBS2 월화 미니시리즈 《전설의 고향》 ... 초이 역
- 2010년 MBC 드라마넷 토요 미니시리즈 《별순검 시즌3》 ... 진금홍 역
- 2011년 KBS2 수목 미니시리즈 《로맨스 타운》 ... 뚜 자르 린 역
- 2011년 tvN 월화 미니시리즈 《꽃미남 라면가게》 ... 강동주 역
- 2012년 TV조선 수목 미니시리즈 《프로포즈 대작전》 ... 유채리 역
- 2012년 tvN 수목 미니시리즈 《로맨스가 필요해 2012》 ... 강나현 역
- 2012년 KBS2 수목 미니시리즈 《세상 어디에도 없는 착한남자》 ... 김유라 역
- 2012년 KBS2 드라마 스페셜 《아트》 ... 오 작가 역
- 2012년 KBS2 드라마 스페셜 《내 아내 네이트리의 첫사랑》 ... 네이트 리 역
- 2013년 MBC 주말연속극 《금 나와라, 뚝딱!》 ... 곽민정 역
- 2013년 tvN 월화 미니시리즈 《후아유》 ... 장희빈 역
- 2013년 KBS2 수목 미니시리즈 《예쁜 남자》 ... 일렉 선녀 역
- 2014년 TV조선 금토 미니시리즈 《불꽃 속으로》 ... 쿠미코 역
- 2014년 SBS 저녁 일일연속극 《사랑만 할래》 ... 홍미래 역
- 2016년 SBS 드라마스페셜 《질투의 화신》 ... 나주희 역
- 2017년 tvN 금토 미니시리즈 《내일 그대와》 ... 이건숙 역
- 2017년 SBS 드라마스페셜 《수상한 파트너》 ... 나지해 역
- 2017년 tvN 주말 미니시리즈 《변혁의 사랑》 ... 하연희 역
- 2017년 tvN 드라마 스테이지 《박대리의 은밀한 사생활》 ... 최보민 역
- 2018년 IHQ DRAMA 수목 미니시리즈 《리치맨》 ... 민태라 역
- 2018년 SBS 드라마스페셜 《흉부외과 - 심장을 훔친 의사들》 ... 안지나 역
- 2019년 JTBC 월화 미니시리즈 《으라차차 와이키키 2》 ... 차유리 역
- 2020년 KBS2 수목 미니시리즈 《바람피면 죽는다》 ... 안세진 역
- 2021년 tvN 월화 미니시리즈 《너는 나의 봄》 ... 박은하 역
- 2023년 Disney+ 수요 미니시리즈 《사랑이라 말해요》 ... 심혜성 역
- 2024년 tvN 주말 미니시리즈 《사랑은 외나무다리에서》 ... 차지혜 역

### 예능
- 2024년 tvN 월요 예능 프로그램 《이 말을 꼭 하고 싶었어요》 ... 게스트 역

### 뮤지컬
| 연도 | 제목            | 역할        | 비고   |
| ---- | --------------- | ----------- | ------ |
| 2010 | 비처럼 음악처럼 | 정화/상미   | 뮤지컬 |
| 2013 | December        | 이연/화이   | 뮤지컬 |
| 2014 | 궁              | 채경        | 뮤지컬 |
| 2014 | 올 슉업         | 나탈리/에드 | 뮤지컬 |
| 2016 | 잭 더 리퍼      | 글로리아    | 뮤지컬 |
| 2020 | 베르테르        | 롯데        | 뮤지컬 |
| 2023 | 이토록 보통의   | 제이        | 뮤지컬 |

### 뮤직비디오
| 연도 | 가수   | 제목        |
| ---- | ------ | ----------- |
| 2009 | 김동희 | 여자는 그래 |

### 광고
| 연도 | 기업명     | 제품명     |
| ---- | ---------- | ---------- |
| 2011 | 체이스컬트 | 체이스컬트 |
| 2020 | 삼성       | 삼성빅스비 |

### 라디오
| 진행 기간 (또는 출연 날짜 및 연도) | 제목                              | 채널       | 비고      |
| ---------------------------------- | --------------------------------- | ---------- | --------- |
| 2015년 6월 26일                    | 《김창열의 올드스쿨》             | SBS 파워FM | 게스트    |
| 2016년 8월 17일                    | 《테이의 꿈꾸는 라디오》          | MBC FM4U   | 게스트    |
| 2017년 6월 14일, 15일              | 《조윤희의 볼륨을 높여요》        | KBS 쿨FM   | DJ 스페셜 |
| 2017년 7월 3일 ~ 2018년 6월 3일    | 《김예원의 볼륨을 높여요》        | KBS 쿨FM   | DJ (꽃디) |
| 2018년 3월 5일                     | 《정재형, 문희준의 즐거운 생활》  | KBS 쿨FM   | 게스트    |
| 2019년 1월 14일                    | 《박명수의 라디오쇼》             | KBS 쿨FM   | 게스트    |
| 2018년 6월 4일 ~ 2019년 6월 9일    | 《설레는 밤, 김예원입니다》       | KBS 쿨FM   | DJ (예디) |
| 2020년 11월 9일, 15일              | 《강한나의 볼륨을 높여요》        | KBS 쿨FM   | DJ 스페셜 |
| 2022년 8월 8일 ~ 14일              | 《신예은의 볼륨을 높여요》        | KBS 쿨FM   | DJ 스페셜 |
| 2023년 2월 23일                    | 《사랑하기 좋은 날 이금희입니다》 | KBS 쿨FM   | 게스트    |
| 2023년 8월 10일                    | 제19회 제천국제음악영화제         | 개막식     | MC        |
| 2023년 10월 4일                    | 《이은지의 가요광장》             | KBS 쿨FM   | 게스트    |
| 2023년 10월 10일                   | 《박하선의 씨네타운》             | SBS 파워FM | 게스트    |

### 음반
| 연도 | 음반                  | 제목             |
| ---- | --------------------- | ---------------- |
| 2008 | 1724 기방난동사건 OST | 새               |
| 2010 | 공부의 신 OST         | 그래도 좋은 사람 |
| 2010 | 비처럼 음악처럼 OST   | 슬픈 달리아      |
| 2011 | 프로포즈 대작전 OST   | I Swear          |
| 2011 | MANNY OST             | 이런 바보        |
| 2011 | 신기생뎐 OST          | 연정가           |

## 수상 및 후보
| 연도 | 시상식                                  | 부문                        | 작품                    | 결과 |
| ---- | --------------------------------------- | --------------------------- | ----------------------- | ---- |
| 2015 | 제9회 대구국제뮤지컬페스티벌 딤프어워즈 | 올해의 뮤지컬 올해의 신인상 | 올슉업                  | 수상 |
| 2017 | SBS 연기대상                            | 여자 조연상                 | 수상한 파트너           | 후보 |
| 2019 | 2019 올해의 브랜드 대상                 | 올해의 DJ                   | 설레는 밤, 김예원입니다 | 수상 |